# Cameron Watson
Cameron Watson (Melbourne, 31 mei 1987) is een Australisch voetballer van Schotse afkomst die bij voorkeur als middenvelder of rechtsback speelt. Hij staat sinds 2015 onder contract bij Newcastle Jets FC.
Watson begon met voetballen in zijn geboorteland Australië, maar vertrok op 18-jarige leeftijd naar Europa, waar hij achtereenvolgens bij zowel FC Porto als VVV-Venlo een seizoen onder contract stond. 
Eind maart 2007 maakte VVV bekend geen gebruik te maken van de optie om zijn overeenkomst te verlengen, waarna Watson naar zijn geboorteland terugkeerde.

## Statistieken
| Seizoen | Club              | Land      | Competitie               | Wed. | Goals |
| ------- | ----------------- | --------- | ------------------------ | ---- | ----- |
| 2006/07 | VVV-Venlo         | Nederland | Eerste divisie           | 0    | 0     |
| 2007    | Melbourne Knights | Australië | Victorian Premier League | 17   | 2     |
| 2008    | Melbourne Knights | Australië | Victorian Premier League | 23   | 0     |
| 2009    | Melbourne Knights | Australië | Victorian Premier League | 13   | 2     |
| 2009/10 | Oakleigh Cannons  | Australië | Victorian Premier League | 18   | 0     |
| 2010/11 | Adelaide United   | Australië | A-League                 | 28   | 0     |
| 2011/12 | Adelaide United   | Australië | A-League                 | 24   | 0     |
| 2012/13 | Adelaide United   | Australië | A-League                 | 27   | 0     |
| 2013/14 | Adelaide United   | Australië | A-League                 | 16   | 0     |
| 2014/15 | Adelaide United   | Australië | A-League                 | 11   | 1     |
| 2015/16 | Newcastle Jets    | Australië | A-League                 | 17   | 0     |
| 2016/17 | Bengaluru         | India     | I-League                 | 16   | 0     |
| 2017    | Madura United     | Indonesië | Liga 1                   | 2    | 0     |
| 2017/18 | Mohun Bagan       | India     | I-League                 | 10   | 0     |
| Totaal  | Totaal            | Totaal    | Totaal                   | 232  | 5     |